# 柳川和樹
柳川 和樹（やながわ かずき、1986年9月9日 - ）は、神奈川県出身の作曲家、編曲家。湘南高等学校、武蔵工業大学卒業。

## 人物
幼い頃よりエレクトーンを習う。中学以降は吹奏楽部に所属し、トロンボーンと指揮を担当した。中学3年生の時から作曲を始める。作曲は独学。
20歳の時、第10回 21世紀の吹奏楽“響宴”に落夏流穂を出品。
大学卒業後ガストへと入社し、主にアトリエシリーズのサウンドを担当した。2011年に退社し、2年程フリーとして活動した後再びガストに戻る。コーエーテクモゲームスへ合併した後もガストブランドのサウンドを手掛ける。2017年に退社し、再びフリーになる。
PlayStation Game Music大賞2018のアルバムランキングで参加したサウンドトラックが11位、15位、16位、18位にランクイン。アトリエシリーズ全体でも特別賞のクリエイティブサウンド賞を受賞した。
PlayStation Game Music大賞2021のSpotifyストリーミング部門で参加したライザのアトリエ2 〜失われた伝承と秘密の妖精〜 オリジナルサウンドトラックが6位にランクイン。特別賞のフェアリーサウンド賞を受賞した。
作詞、効果音作成、笛の演奏なども行っている。一部の作品ではトロンボーン、ユーフォニアム、ギターも演奏している。

## 作品

### ゲーム
- アルトネリコ3 世界終焉の引鉄は少女の詩が弾く（2010年） - 中河健、HIR、志方あきこと共同
- トトリのアトリエ 〜アーランドの錬金術士2〜（2010年） - 中河健と共同
- メルルのアトリエ 〜アーランドの錬金術士3〜（2011年） - 阿知波大輔と共同
- アーシャのアトリエ 〜黄昏の大地の錬金術士〜（2012年） - 阿知波大輔、下田祐と共同
- ゆめいろアルエット!（2013年） - 細井聡司、Little wing、藤宮圭、F-ACE、竹下智博、miyajiと共同
- エスカ&ロジーのアトリエ 〜黄昏の空の錬金術士〜（2013年） - 下田祐、阿知波大輔、菊田裕樹、木下英幸、浅野隼人と共同
- シェルノサージュ〜失われた星へ捧ぐ詩〜（2014年） - 志方あきこ、SSS-Solid State Signal-OOOPS TEAM WEEDS、下田祐と共同
- アルノサージュ〜生まれいずる星へ祈る詩〜（2014年） - 阿知波大輔と共同
- シャリーのアトリエ 〜黄昏の海の錬金術士〜（2014年） - 浅野隼人、阿知波大輔と共同
- トキメキファンタジー ラテール（2014年） - シャリーのアトリエとのコラボで1曲提供
- エスカ&ロジーのアトリエ Plus ～黄昏の空の錬金術士～（2015年） - 追加曲
- よるのないくに（2015年） - 浅野隼人、阿知波大輔と共同
- ソフィーのアトリエ 〜不思議な本の錬金術士〜（2015年） - 浅野隼人、矢野達也、阿知波大輔、阿部隆大と共同
- シャリーのアトリエ Plus 〜黄昏の海の錬金術士〜（2016年） - 一部追加曲
- フィリスのアトリエ ～不思議な旅の錬金術士～（2016年） - 矢野達也、阿知波大輔と共同
- グリモア〜私立グリモワール魔法学園〜（2017年） - 一部追加曲
- よるのないくに2 〜新月の花嫁〜（2017年） - 複数の作曲家と共同[注 3]
- ディフェンスウィッチーズ2（2017年） - 細井聡司、阿部隆大と共同
- リディー&スールのアトリエ 〜不思議な絵画の錬金術士〜（2017年） - 複数の作曲家と共同[注 4]
- 刀使ノ巫女 刻みし一閃の燈火（2018年）
- Summer Pockets（2018年） - 一部編曲
- ネルケと伝説の錬金術士たち 〜新たな大地のアトリエ〜（2019年） - 阿知波大輔、中河健、矢野達也と共同
- ルルアのアトリエ 〜アーランドの錬金術士4〜（2019年） - 中河健、阿知波大輔と共同
- ライザのアトリエ 〜常闇の女王と秘密の隠れ家〜（2019年） - 中村新一郎、水上浩介、三武亜紗美、アサノハヤトと共同
- 偽りのアリス（2019年）
- ライザのアトリエ2 〜失われた伝承と秘密の妖精〜（2020年） - 裏谷玲央、松村佑樹、水上浩介、三武亜紗美、アサノハヤトと共同
- Re:ゼロから始める異世界生活 禁書と謎の精霊（2021年） - 共同
- マナシスリフレイン（2021年） - 阿知波大輔、矢野達也、中迫酒菜と共同
- ソフィーのアトリエ2 〜不思議な夢の錬金術士〜（2022年） - 阿知波大輔、阿部隆大と共同
- れじぇくろ！ ～レジェンド・クローバー～（2022年） - 一部追加曲
- ライザのアトリエ3 〜終わりの錬金術士と秘密の鍵〜（2023年） - 水上浩介、裏谷玲央、松村佑樹、大塚正子、三武亜紗美と共同
- レスレリアーナのアトリエ 〜忘れられた錬金術と極夜の解放者〜（2023年） - 篠田大介、稲毛謙介、松村佑樹、比良彩那、三武亜紗美と共同
- アークナイツ（2024年）[注 5] - 一部追加曲
- ライドカメンズ（2024年） - 阿部隆大、工藤詠世、佐藤聡と共同
- ユミアのアトリエ 〜追憶の錬金術士と幻創の地〜（2025年） - 立山秋航、夢見クジラ、中村新一郎と共同
- 紅の錬金術士と白の守護者 ～レスレリアーナのアトリエ～（2025年） - 篠田大介と共同

### アニメ
- エスカ&ロジーのアトリエ 〜黄昏の空の錬金術士〜（2014年） - 浅野隼人と共同
- 異世界はスマートフォンとともに。（2017年） - 加藤賢二、浅田靖、関根佑樹、u.z.、富沢泰、ラムシーニ、廣澤優也と共同
- ライザのアトリエ 〜常闇の女王と秘密の隠れ家〜（2023年）
- 瑠璃の宝石（2025年） - 阿知波大輔と共同

### OVA
- 刀使ノ巫女 刻みし一閃の燈火（2020年） - 橋本由香利と共同

### CD
- 珠洲ノ宮 ~SUZUNO=MIYA Ar tonelico III hymmnos concert side. 紅~（2010年） - 書き下ろしインスト曲収録
- ロロナのアトリエキャラクターソングアルバム ～カナリア～（2010年） - ボーカル曲の他に一部編曲担当
- Ar nosurge Genometric Concert side.蒼 ～刻神楽～（2014年） - 書き下ろしインスト曲収録
- Twilight Ocean シャリーのアトリエ～黄昏の海の錬金術士～ ボーカルアルバム（2014年） - ボーカル曲の他に書き下ろしインスト曲収録
- ロロナのアトリエ アレンジトラックス（2015年） - 一部編曲
- よるのないくに セレクションCD（2016年） - ボーカル曲の他に一部編曲担当
- フィリスのアトリエ ～不思議な旅の錬金術士～ ボーカルアルバム（2016年） - ボーカル曲の他に書き下ろしインスト曲収録
- Orceltra!（2019年） - 「Holiday morning」作編曲
- Tradition（2021年） - 「Souhait bleu -KY remix-」編曲
- Orceltra 2 – magic and fairy -（2022年） - 「My Tiny Magic」作編曲

### 配信
- 昼下がりのひとやすみ（2023年11月15日）
- ヒーリング, Vol. 155 -Instrumental BGM- by Audiostock（2023年） - 「寝る前のひととき」作編曲（Audiostockでの公開日時 : 2023年10月07日）
- ワールド, Vol. 39 -Instrumental BGM- by Audiostock（2024年） - 「秋の笛」作編曲（Audiostockでの公開日時 : 2023年10月10日）
- Future Bass, Vol. 36 -Instrumental BGM- by Audiostock（2024年） - 「カフェインがまだ残ってる」作編曲（Audiostockでの公開日時 : 2023年10月16日）
- ハロウィン, Vol. 25 -Instrumental BGM- by Audiostock（2024年） - 「可愛いいたずら」作編曲（Audiostockでの公開日時 : 2023年10月11日）
- オリエンタル, Vol. 48 -Instrumental BGM- by Audiostock（2025年） - 「薫風」作編曲（Audiostockでの公開日時 : 2024年11月16日）
- GAME MUSIC, Vol. 202 -Instrumental BGM- by Audiostock（2025年） - 「失敗しちゃった」作編曲（Audiostockでの公開日時 : 2024年11月15日）
- ヒーリング, Vol. 201 -Instrumental BGM- by Audiostock（2025年） - 「ラムネ」作編曲（Audiostockでの公開日時 : 2018年3月14日）
- ヒーリング, Vol. 232 -Instrumental BGM- by Audiostock（2025年） - 「コンソメ」作編曲（Audiostockでの公開日時 : 2024年11月22日）

### 特典CD
- メルルのアトリエ ～アーランドの錬金術士3～ ビジュアルアートブック（2011年） - ゲーム未使用曲収録
- アーシャのアトリエ リコレクションアーカイブス（2012年） - ゲーム未使用曲収録
- エスカ＆ロジーのアトリエ～黄昏の空の錬金術士～ PREMIUM PACKAGE SPECIAL CD（2013年） - 一部作編曲
- 乙世界端末拡張ディスクGMD-01（2014年） - 未発表曲収録
- 乙世界端末拡張ディスクGMD-02（2014年） - 未発表曲収録
- シャリーのアトリエ リコレクションアーカイブス（2014年） - ゲーム未使用曲収録
- ガスト20th ANNIVERSARY Atelier Sound set 1997～2014（2014年） - 一部編曲
- エスカ&ロジーのアトリエ～黄昏の空の錬金術士～ サウンドトラックCD ガストスペシャルREMIX -Symphonic Medley-（2014年） - 編曲
- ソフィーのアトリエ サウンドアーカイブス（2015年） - Phronesis、本の見る夢のラフ版が収録
- ガストサンプラーCD（2015年） - 一部編曲
- フィリスのアトリエ レアトラックスCD（2016年） - 一部作編曲、疾翔、旅する工房のラフ版が収録
- ネルケと伝説の錬金術士たち ～新たな大地のアトリエ～ Sound Archives（2019年） - 一部編曲、芽吹く風、古い柵に腰かけて、青色の靴ひびかせてのラフ版が収録
- ルルアのアトリエ 〜アーランドの錬金術士4〜 サウンドアーカイブス（2019年） - 一部作編曲
- Konzert im Versteck：隠れ家の演奏会 〜Atelier Ryza Special Arrange CD〜（2019年） - ボーカル曲の他に一部編曲担当
- 黄昏世界の音楽CD「Twilight Sound」（2019年） - 一部編曲
- 黄昏世界の音楽CD「Twilight note」（2019年） - 一部編曲
- Geheime Musikbuch：秘密の音楽帖 ～Atelier Ryza 2 Special Arrange CD～（2020年） - ボーカル曲の他に一部編曲担当
- アトリエ ～不思議の錬金術士 トリロジー～ DX 「不思議」シリーズ スペシャルアレンジCD（2021年） - 一部編曲
- ソフィーのアトリエ2 ～不思議な夢の錬金術士～ Extra Tracks（2022年） - 一部作編曲
- The Sound of the Mysterious Dream ～ソフィーのアトリエ２ スペシャルアレンジCD～（2022年） - 一部編曲
- Letztes Sommerensemble： 最後の夏のアンサンブル ～Atelier Ryza3 Special Arrange CD～（2023年） - ボーカル曲の他に一部編曲担当
- ユミアのアトリエ ～追憶の錬金術士と幻創の地～ エクストラトラックス（2025年） - 一部編曲

### 吹奏楽
- 落夏流穂（第10回 21世紀の吹奏楽"響宴"出品 / 21世紀の吹奏楽「響宴X」vol.1 ～新作邦人作品集～収録）
- 「四季」より「秋」（グラズノフ）（編曲 / 藤沢市立大庭中学校委嘱作品）
- たいせつなもの（神奈川県立湘南高等学校吹奏楽部委嘱作品）
- もみじ幼稚園歌（編曲 / 湘南交響吹奏楽団グランドシップ委嘱作品）
- つかさ幼稚園歌（編曲 / 湘南交響吹奏楽団グランドシップ委嘱作品）
- オーボエと弦楽合奏のための協奏曲　ニ短調（A.マルチェッロ）（編曲 / 湘南交響吹奏楽団グランドシップ委嘱作品）
- ファンファーレ "海からの祝福"（タモンベイミュージックフェスティバル委嘱作品）
- 港風（湘南交響吹奏楽団グランドシップ委嘱作品）
- てのひらの星空（作曲の会「Shining」第1回作品発表会 出品）
- 白詰草（CAFUAセレクション2012 吹奏楽コンクール自由曲選 「火祭りの踊り パラフレーズ」収録）
- ニコニコ吹奏合唱楽団 第一回演奏会（一部編曲）
- 夜明けと共に竜は哭く（吹奏楽コンクール自由曲レパートリー集 vol.3「落夏流穂」収録）
- 青葉仰げば（FiestaWindSymphony委嘱作品）
- 恋色びいどろ
- 4starオーケストラ2019 「メルルのアトリエ メドレー」（編曲）
- Project sasakure.WO 「39」「レッド・ルーラー」（編曲）

### アンサンブル
- とある夕陽の丘の上（作曲の会「Shining」第1回作品発表会 出品）

### その他
- よるのないくに＆ソフィーのアトリエ スペシャルキャンペーン（2015年） - ボーカル曲の他に一部編曲担当
- エクストラサウンドコレクション（2019年） - ライザのアトリエ ～常闇の女王と秘密の隠れ家～のパッケージ版封入特典
- エクストラサウンドコレクション（2023年） - ライザのアトリエ3 〜終わりの錬金術士と秘密の鍵〜のパッケージ版封入特典

## 楽曲提供

### アーティスト・声優
- Annabel
  - Lucia（コーラス共作詞）※柴田誠とコーラス共作詞 / ゲーム『よるのないくに2 〜新月の花嫁〜』OP
- 天乙准花
  - りんごのねごと ～ Ring On One, Go To...（作詞・作曲・編曲） / ゲーム『エスカ&ロジーのアトリエ 〜黄昏の空の錬金術士〜』挿入歌
- 亜美
  - 世界、星と空と道と（ストリングスアレンジ） / ゲーム『ソフィーのアトリエ 〜不思議な本の錬金術士〜』挿入歌
- Uyu
  - 燈火結いて（作曲） / ゲーム『刀使ノ巫女 刻みし一閃の燈火』挿入歌
  - もし、髪が魂に濡れたら（作曲） / ゲーム『刀使ノ巫女 刻みし一閃の燈火』挿入歌
- えびずん
  - affinity（作曲・編曲） / ゲーム『よるのないくに』イメージソング
- 加隈亜衣
  - トロイメライ（作曲・編曲）
- Kitkit Lu
  - 月影の微睡（コーラス共作詞）※柴田誠とコーラス共作詞 / ゲーム『よるのないくに2 〜新月の花嫁〜』ED
- Kicco
  - Story Teller（ストリングスアレンジ） / ゲーム『ゆめいろアルエット!』挿入歌
- 桑原由気
  - Nostalgia（作詞・作曲・編曲）
- 近藤佑香
  - Prospect（作詞・作曲・編曲） / ゲーム『ライザのアトリエ 〜常闇の女王と秘密の隠れ家〜』イメージソング
  - Planisphere（作詞・作曲・編曲） / ゲーム『ソフィーのアトリエ2 〜不思議な夢の錬金術士〜』ED
  - 交叉点（作詞・作曲・編曲） / ゲーム『ライザのアトリエ3 〜終わりの錬金術士と秘密の鍵〜』イメージソング
- SAK.
  - Memories（作詞・作曲・編曲） / ゲーム『ライザのアトリエ2 〜失われた伝承と秘密の妖精〜』イメージソング
  - 夢む灯（作詞・作曲・編曲） / ゲーム『レスレリアーナのアトリエ 〜忘れられた錬金術と極夜の解放者〜』挿入歌
- 霜月はるか
  - ふゆみどり（作曲・編曲） / テレビアニメ『エスカ&ロジーのアトリエ 〜黄昏の空の錬金術士〜』ED
  - 物語を渡る鳥（作詞・作曲・編曲）
  - Birth（作詞・作曲・編曲） / ゲーム『ネルケと伝説の錬金術士たち 〜新たな大地のアトリエ〜』ED
  - 瞬く君よ（作詞・作曲・編曲） / ゲーム『レスレリアーナのアトリエ 〜忘れられた錬金術と極夜の解放者〜』挿入歌
- セレイナ・アン
  - カケダシ（作詞・作曲・編曲） / ゲーム『レスレリアーナのアトリエ 〜忘れられた錬金術と極夜の解放者〜』挿入歌
- 茶太
  - Colors（作詞・作曲・編曲） / ゲーム『リディー&スールのアトリエ 〜不思議な絵画の錬金術士〜』挿入歌
- 月子
  - ドールメイクのうた（作詞・作曲・編曲） / ゲーム『ソフィーのアトリエ 〜不思議な本の錬金術士〜』挿入歌
- Duca
  - Save the Tale（ストリングスアレンジ） / ゲーム『ゆめいろアルエット!』ED
- 野見山睦未
  - Little Crown（作詞・作曲・編曲） / ゲーム『メルルのアトリエ 〜アーランドの錬金術士3〜』挿入歌
  - 花標（作詞・作曲・編曲） / ゲーム『アーシャのアトリエ 〜黄昏の大地の錬金術士〜』OP
- HACHI
  - Greyword（作曲・編曲） / ゲーム『偽りのアリス』テーマソング
- 花澤香菜
  - ゼンマイ式しあわせクロック（作詞・作曲・編曲） / ゲーム『ヴィオラートのアトリエ 〜グラムナートの錬金術士2〜 群青の思い出』ED
- mao
  - Dia（作詞・作曲・編曲） / ゲーム『トトリのアトリエ 〜アーランドの錬金術士2〜』ED
  - メトロ（作詞・作曲・編曲） / ゲーム『メルルのアトリエ 〜アーランドの錬金術士3〜』ED
  - Luto ～統治するもの～（作曲・編曲） / ゲーム『シャリーのアトリエ 〜黄昏の海の錬金術士〜』挿入歌
- 村川梨衣
  - アスイロ（ストリングスアレンジ） / テレビアニメ『エスカ&ロジーのアトリエ 〜黄昏の空の錬金術士〜』OP
- やなぎなぎ
  - いばら（作詞・作曲・編曲） / ゲーム『アーシャのアトリエ 〜黄昏の大地の錬金術士〜』挿入歌
- 山本美禰子
  - わたしの見たい景色まで（作詞・作曲・編曲） / ゲーム『フィリスのアトリエ 〜不思議な旅の錬金術士〜』挿入歌
  - Presea（作詞・作曲・編曲） / ゲーム『ルルアのアトリエ 〜アーランドの錬金術士4〜』挿入歌
- 優木かな
  - 星たちへのワルツ（編曲）
  - Unlimited（作曲・編曲）
- RURUTIA
  - Phronesis（作詞・作曲・編曲） / ゲーム『ソフィーのアトリエ 〜不思議な本の錬金術士〜』OP

### アニメ・ゲーム
- よるのないくに
  - Regret（作詞・作曲・編曲）
  - Eve（作詞・作曲・編曲）
- ライザのアトリエ 〜常闇の女王と秘密の隠れ家〜
  - あたらしい勇気（作曲・編曲）
- ロロナのアトリエ 〜アーランドの錬金術士〜
  - 1st Friend（作詞・作曲・編曲）
  - 0.8cm（作詞・作曲・編曲）

## その他参加作品

### ゲーム
- BLUE REFLECTION 幻に舞う少女の剣（2017年） - 効果音、音声編集 ※いずれも一部
- 拡張少女系トライナリー（2017年） - 一部効果音
- ブラックスター -Theater Starless-（2019年） - 一部効果音